# 1730年代
| 千纪： | 2千纪                                                                                            |
| 世纪： | 17世纪 \| 18世纪 \| 19世纪                                                                       |
| 年代： | 1700年代 \| 1710年代 \| 1720年代 \| 1730年代 \| 1740年代 \| 1750年代 \| 1760年代                 |
| 年份： | 1730年 \| 1731年 \| 1732年 \| 1733年 \| 1734年 \| 1735年 \| 1736年 \| 1737年 \| 1738年 \| 1739年 |

## 大事记

### 1730年
- 1730年1月29日，俄罗斯帝国沙皇彼得二世逝世，安娜·伊凡诺芙娜·罗曼诺娃继位。
- 1730年3月2日，罗马教皇本篤十三世逝世。
- 1730年4月28日，安娜·伊凡诺芙娜·罗曼诺娃加冕为俄罗斯帝国女沙皇，是为安娜一世。
- 1730年7月8日，智利瓦尔帕莱索发生8.7级大地震。
- 1730年7月12日，克勉十二世被选为罗马教皇。
- 1730年9月17日，奥斯曼帝国苏丹艾哈迈德三世被废黜囚禁，马哈茂德一世继位。

### 1731年
- 1731年3月16日，神圣罗马帝国、大不列颠联合王国、荷兰共和国、西班牙帝國签署维也纳条约。

### 1732年
- 1732年，热那亚共和国收回13世纪末失地科西嘉岛。
- 1732年6月9日，詹姆斯·爱德华·奥格尔索普获得乔治亚殖民地的皇家宪章。

### 1733年
- 1733年10月5日，奥古斯特三世继承其父奥古斯特二世引起波兰王位继承战争。

### 1734年
- 1734年2月22日，俄罗斯帝国军队抵达格但斯克，开始长达四个月的但澤之圍。
- 1734年6月30日，波兰王位继承战争中法国援军未能突围，俄罗斯帝国军队攻下格但斯克，但澤之圍结束。

### 1735年
- 1735年，第四次俄土战争爆发。
- 1735年，清世宗駕崩，弘曆即帝位，是為清高宗。

### 1736年
- 1736年，牛顿在伦敦出版《流数术和无穷级数》。
- 1736年1月26日，波兰立陶宛联邦波兰国王、立陶宛大公斯坦尼斯瓦夫一世让位给奥古斯特三世。

### 1737年
- 1737年7月，哈布斯堡君主國（奥地利王国）加入第四次俄土战争俄罗斯帝国一方。

### 1739年
- 1739年，首版爱沙尼亚语圣经在爱沙尼亚首都塔林出版。
- 1739年，厄瓜多尔划入西班牙帝國新格拉納達副王區。
- 1739年，约84000名农民在日本磐城平藩发动起义。
- 1739年1月1日，法国航海家让-巴蒂斯特·夏尔·布韦在南大西洋发现冰封岛屿，命名布韦岛。
- 1739年9月18日，哈布斯堡君主國（奥地利王国）与奥斯曼帝国签署贝尔格莱德条约。
- 1739年10月3日，俄罗斯帝国与奥斯曼帝国签署尼什条约，第四次俄土战争结束。

## 出生
- 1736年9月14日，法国物理学家、军事工程师，夏尔·奥古斯丁·库仑在法国昂古莱姆诞生。
- 1737年5月8日，英國历史学家，《罗马帝国衰亡史》作者，爱德华·吉本在英国普特尼诞生。
- 1738年，清代史學家、思想家章學誠在会稽（今浙江绍兴）诞生。
- 1738年6月4日——英国国王乔治三世。
- 1738年6月9日——喬治·斯蒂芬遜，英国機械學家，近代蒸汽車奠基人。
- 1738年11月15日，英国天文学家威廉·赫歇爾在神圣罗马帝国汉诺威诞生。

## 逝世
- 1730年1月29日，俄罗斯帝国沙皇彼得二世在俄罗斯圣彼得堡逝世。
- 1730年3月2日，罗马教皇本篤十三世在教皇国罗马逝世。
- 1735年8月23日，雍正皇帝在圓明園九洲清晏殿駕崩
- 1736年7月1日，奥斯曼帝国苏丹艾哈迈德三世在伊斯坦布尔逝世。